# Ludovic Robeet
Ludovic Robeet (ur. 22 maja 1994 w Nivelles) – belgijski kolarz szosowy.

## Osiągnięcia
Opracowano na podstawie:
2014
- 3. miejsce w Flèche du Sud

2017
- 2. miejsce w Circuit de Wallonie

2019
- 1. miejsce na 4. etapie Settimana Internazionale di Coppi e Bartali

2021
- 1. miejsce w Nokere Koerse

## Rankingi
| Rok             | 2014 | 2015 | 2016  | 2017  | 2018  | 2019  | 2020  | 2021 | 2022  | 2023  |
| --------------- | ---- | ---- | ----- | ----- | ----- | ----- | ----- | ---- | ----- | ----- |
| World Ranking   |      |      | 2507. | 1292. | 2134. | 1724. | 1165. | 234. | 1282. | 1855. |
| UCI Europe Tour | 498. | -    | 1666. | 843.  | 1422. | 1142. | 902.  | 200. | 889.  | -     |
|                 |      |      |       |       |       |       |       |      |       |       |
| Źródło: UCI     |      |      |       |       |       |       |       |      |       |       |